# Evergreen (Colorado)
Pour les articles homonymes, voir Evergreen.
Evergreen est une census-designated place se trouvant dans le comté de Jefferson dans l'État du Colorado, aux États-Unis à 24 kilomètres à l'ouest de Denver. Elle comptait 9 038 habitants lors du recensement de 2010.

## Démographie
| 1970  | 1980  | 1990  | 2000  | 2010  | - |
| ----- | ----- | ----- | ----- | ----- | - |
| 2 321 | 6 376 | 7 582 | 9 216 | 9 038 | - |

## Source
- (en) Cet article est partiellement ou en totalité issu de l’article de Wikipédia en anglais intitulé « Evergreen, Colorado » (voir la liste des auteurs).